# بوليانا (أنمي)
بوليانا مسلسل رسوم متحركة أو أنمي مكون من 51 حلقة، أنتجته شركة نيبون أنيميشن في اليابان عام 1986.
قصة المسلسل مقتبسة من رواية بوليانا التي ألفتها الكاتبة الأمريكية إليانور بورتر (بالإنجليزية: Eleanor Hodgman Porter) عام 1913. القصة هي عن فتاة يتيمة فقدت أمها منذ ولادتها، ثم يتوفى أبوها فتنتقل للعيش مع خالتها بولي. تواجه بوليانا في البداية صعوبة في العيش في منزل خالتها بولي، ولكن مع مرور الوقت تتأقلم بوليانا مع الخالة وتنشأ بينها وبين خالتها علاقة قوية معتمدة على ممارستها للعبة السعادة.

## الشخصيات
- بوليانا:الطفلة اليتيمة
- بولي: خالة بوليانا
- جيمي: صديق بوليانا
- الدكتور شلتون: طبيب بوليانا والاقرب ال بوليانا
- شب ماك : سنجاب بوليانا وصديق بوليانا الوفي
- جيمس الصغير: صديق بوليانا
- ميكي: صديق بوليانا

## وصلات خارجية
- بوليانا على موقع IMDb (الإنجليزية)
- بوليانا على موقع كينوبويسك (الروسية)
- بوليانا على موقع ألو سيني (الفرنسية)
- بوليانا على موقع قاعدة بيانات الفيلم (الإنجليزية)
- بوليانا على موقع ANN anime (الإنجليزية)

 (بالإنجليزية)
- مقدمة مسلسل بوليانا على يوتيوب